# Gare de Somain
Gare de Somain – stacja kolejowa w Somain, w departamencie Nord, w regionie Hauts-de-France, we Francji. Jest zarządzana przez SNCF (budynek dworca) i przez RFF (infrastruktura).
Została otwarta w 1846 przez Compagnie du chemin de fer du Nord. Stacja jest obsługiwana przez pociągi TER Nord-Pas-de-Calais.

## Położenie
Stacja znajduje się na linii Douai – Blanc-Misseron, w km 229,278, pomiędzy stacjami Montigny-en-Ostrevent i Wallers, na wysokości 32 m n.p.m.

## Linie kolejowe
- Douai – Blanc-Misseron
- Busigny – Somain
- Aubigny-au-Bac – Somain
- Somain – Halluin